# Temporada 2002 del Campeonato de España de Rally de Tierra
La temporada 2002 fue la 20.º edición del Campeonato de España de Rally de Tierra. Comenzó el 20 de abril en el Rally de Tierra de La Rioja y terminó el 30 de noviembre en el Rally de Valladolid.

## Calendario
El calendario estaba compuesto de ocho pruebas.
| N.º | Fecha                   | Prueba                       | Notas |
| --- | ----------------------- | ---------------------------- | ----- |
| 1   | 20 de abril             | Rally de Tierra de La Rioja  |       |
| 2   | 4 de mayo               | Rally de Tierra de Madrid    |       |
| 3   | 31 de mayo - 1 de junio | Rally de La Oliva            |       |
| 4   | 26-27 de julio          | Rally de Tierra de Cantabria |       |
| 5   | 20-21 de septiembre     | Rally de Teruel              |       |
| 6   | 18-19 de octubre        | Rally Cangas del Narcea      |       |
| 7   | 9-10 de noviembre       | Rally Palma del Río          |       |
| 8   | 29-30 de noviembre      | Rally de Valladolid          |       |

## Clasificación

### Campeonato de pilotos
| Pos. | Piloto               | 1  | 2 | 3   | 4  | 5   | 6   | 7   | 8   | Puntos |
| ---- | -------------------- | -- | - | --- | -- | --- | --- | --- | --- | ------ |
| 1.   | Txus Jaio            | 1  | 1 | Ret | 1  | 1   | 1   |     |     | 160    |
| 2.   | Alexander Villanueva | 4  | 3 | 8   | 7  | 3   | 4   | 1   | 2   | 113    |
| 3.   | Sergio López-Fombona | 7  | 7 | 5   | 4  | 2   | Ret | 2   | Ret | 86     |
| 4.   | Angelino Jiménez     | 5  | 4 | 3   | 6  | Ret |     | 3   | 4   | 85     |
| 5.   | Javier Izaguirre     |    | 6 | 6   | 2  | 7   | 3   | Ret | 3   | 77     |
| 6.   | Dani Solà            | 2  | 2 | 2   |    |     |     |     |     | 75     |
| 7.   | Dani Sordo           |    |   |     | 3  | 4   | 2   | Ret |     | 67     |
| 8.   | Alfonso Navarro      |    |   |     | 21 | 10  | 7   | 10  | 19  | 54     |
| 9.   | Luis Climent         | 3  |   | 1   |    |     |     |     |     | 52     |
| 10.  | Ignacio Sanfilippo   | 14 |   |     | 12 |     | 9   | 11  | 18  | 52     |

### Copa de copilotos
| Pos. | Copiloto             | Puntos |
| ---- | -------------------- | ------ |
| 1.   | Lucas Cruz           | 160    |
| 2.   | Elena Jiménez Macías | 113    |
| 3.   | Álex Romaní          | 107    |
| 4.   | Benet Pujol          | 85     |
| 5.   | Eneko Gómez          | 77     |
| 6.   | Juan Carlos Dorado   | 65     |
| 7.   | Ezequiel Nazábal     | 60     |
| 8.   | Marc Martí           | 57     |
| 9.   | Miguel Gómez         | 49     |
| 10.  | Juan A. Castillo     | 45     |

### Campeonato de marcas
| Pos. | Marca      | Puntos |
| ---- | ---------- | ------ |
| 1    | Mitsubishi | 321    |
| 2.   | Ford       | 239    |
| 3.   | SEAT       | 204    |
| 4.   | Peugeot    | 70     |
| 5.   | Renault    | 56     |
| 6.   | Citroën    | 10     |
| 7.   | Nissan     | 9      |
| 8.   | Toyota     | 8      |
| 9.   | Suzuki     | 6      |

### Copa de grupo N - 4RM
| Pos. | Piloto                 | Puntos |
| ---- | ---------------------- | ------ |
| 1    | Alexander Villanueva   | 153    |
| 2.   | José Javier Izaguirre  | 122    |
| 3.   | Angelino Jiménez       | 122    |
| 4.   | Sergio López-Fombona   | 118    |
| 5.   | Dani Sordo             | 77     |
| 6.   | Ildefonso García       | 61     |
| 7.   | Xavier Pons            | 45     |
| 8.   | Francisco Javier Leyun | 17     |
| 9.   | Ricardo Triviño        | 15     |
| 10.  | Amador Vidal           | 13     |

### Copa de grupo N - 2RM
| Pos. | Piloto               | Puntos |
| ---- | -------------------- | ------ |
| 1    | Josep Bruguera       | 153    |
| 2.   | Abel Fernández       | 104    |
| 3.   | José M. Rodríguez    | 82     |
| 4.   | Francesc Trota       | 62     |
| 5.   | Abel Moreno          | 57     |
| 6.   | Joaquím Guillamet    | 46     |
| 7.   | Gregorio Díez García | 42     |
| 8.   | José Muñoa Arrieta   | 37     |
| 9.   | Luis García Casares  | 32     |
| 10.  | Jesús Jiménez Olmo   | 20     |

### Copa de agrupación II
| Pos. | Piloto                   | Puntos |
| ---- | ------------------------ | ------ |
| 1    | Ignacio Sanfilippo       | 137    |
| 2.   | Alfonso Navarro          | 130    |
| 3.   | Josep Bruguera           | 102    |
| 4.   | Fco. Xavier Ferrer       | 89     |
| 5.   | José M. Rodríguez Simal  | 54     |
| 6.   | Dani Balasch Martín      | 48     |
| 7.   | Abel Fernández           | 42     |
| 8.   | Luis García Casares      | 39     |
| 9.   | Jesús Jiménez Olmo       | 38     |
| 10.  | David Hernando Capdevila | 37     |